# Philadelphia Society
La Sociedad Filadelfia es una organización de miembros cuyo propósito es patrocinar el intercambio de ideas a través de la discusión y la escritura, con el interés de profundizar la base intelectual de una sociedad libre y ordenada, y de ampliar la comprensión de sus principios y tradiciones básicos.
La membresía de la sociedad tiende a estar compuesta por personas que tienen puntos de vista políticos conservadores o libertarios y muchos de los asociados con la sociedad han ejercido una influencia considerable sobre el desarrollo del movimiento conservador en los Estados Unidos.

## Historia
La sociedad fue fundada en 1964 por Donald Lipsett junto con William F. Buckley Jr., Milton Friedman, Frank Meyer y Ed Feulner.t
Los expresidentes de la sociedad incluyen a Henry Regnery, Edwin Feulner, Russell Kirk, Mel Bradford, Forrest McDonald, T.Kenneth Cribb, M. Stanton Evans, Ellis Sandoz, Edwin Meese, Claes G. Ryn, Midge Decter, Roger Ream, Steven F. Hayward, Lee Edwards, William F. Buckley Jr. y George H. Nash.
Entre los oradores destacados en reuniones anteriores de la Sociedad se encuentran Larry Arnhart, Andrew Bacevich, Wendell Berry, Robert Bork, Mel Bradford, Warren T.Brookes, William F. Buckley Jr., Vladimir Bukovsky, Ronald Coase, T.Kenneth Cribb, Midge Decter, M. Stanton Evans, Edwin Feulner, Milton Friedman, George Gilder, Victor Davis Hanson, William Hague, S.I. Hayakawa, Friedrich von Hayek, Henry Hazlitt, W.H. Hutt, Herman Kahn, Russell Kirk, Irving Kristol, Erik von Kuehnelt-Leddihn, Forrest McDonald, Edwin Meese, Frank Meyer, Charles Murray, Robert Nisbet, Michael Novak, Richard Pipes, Norman Podhoretz, Henry Regnery, William A. Rusher, Paul Ryan, Ellis Sandoz, Shelby Steele, George J. Stigler, Terry Teachout, Edward Teller y Eric Voegelin.